# Xã Cremerville, Quận McLean, Bắc Dakota
Xã Cremerville (tiếng Anh: Cremerville Township) là một xã thuộc quận McLean, tiểu bang Bắc Dakota, Hoa Kỳ. Năm 2010, dân số của xã này là 27 người.